# Stanisław Ostrowski
Stanisław Ostrowski (Leopoli, 29 ottobre 1892 – Londra, 22 novembre 1982) è stato un politico e medico polacco, è stato anche il presidente del governo polacco in esilio dal 1972 al 1979.